# Vizitele de stat ale Maiei Sandu

## Prim-ministrul Republicii Moldova (iunie-noiembrie 2019)
| Date              | Country  | City             | Notes |
| ----------------- | -------- | ---------------- | --- |
| 2 iulie 2019      | România  | București        | Întâlnire cu: - Klaus Iohannis – Președintele României - Viorica Dăncilă – Prim-ministrul României - Călin Popescu-Tăriceanu – Președintele Senatului României - Ion-Marcel Ciolacu – Președintele Camerei Deputaților (România) |
| 3–4 iulie 2019    | Belgia   | Bruxelles        | Întâlnire cu: - Donald Tusk – Președintele Consiliului European - Johannes Hahn – Comisarul european pentru vecinătate europeană și negocieri pentru extindere - Pierre Moscovici – Comisarul european pentru afaceri economice și financiare, taxe și frontiere - Cecilia Malmström – Comisarul european pentru comerț - Maroš Šefčovič – Vice-președintele Comisiei Europene - Jens Stoltenberg – Secretarul General al NATO |
| 11 iulie 2019     | Ucraina  | Kiev             | Întâlnire cu: - Volodîmîr Zelenski – Președintele Ucrainei |
| 16 iulie 2019     | Germania | Berlin           | Întâlnire cu: - Angela Markel – Cancelarul Germaniei - Annegret Kramp-Karrenbauer – Ministrul federal al apărării; lider al CDU |
| 22 august 2019    | Lituania | Vilnius          | Întâlnire cu: - Gitanas Nausėda – Președintele Lituaniei - Saulius Skvernelis – Prim-ministrul Lituaniei - Linas Antanas Linkevičius – Ministrul Afacerilor Externe al Lituaniei |
| 11 september 2019 | SUA      | Washington, D.C. | Întâlnire cu: - Mike Pence – Vice-președintele Statelor Unite ale Americii - Ivanka Trump – Înalt consilier al Președintelui Statelor Unite al Americii - Justin Muzinich – Subsecretar al Trezoreriei - David Norquist – Subsecretar al Apărării - Eliot Engel – Președintele Comisia pentru Afaceri Externe a Camerei Reprezentanților a Statelor Unite                                                                      |

## Președintele Republicii Moldova (2020-prezent)

### Vizite găzduite
| Nr. | Dată              | Invitat         | Titlu/funcție                                                 | Note |
| --- | ----------------- | --------------- | ------------------------------------------------------------- | --- |
| 1   | 29 decembrie 2020 | Klaus Iohannis  | Președintele României                                         | A fost adoptată o Declarație comună, prin care este reafirmat caracterul special al relației bilaterale bazate pe comunitatea de limbă, cultură și istorie.                                                                             |
| 2   | 14 mai 2021       | Gitanas Nauseda | Președintele Lituaniei                                        | Au fost discutate aspecte ce țin de securitate internă a ambelor țări, reformele în justiție, dezvoltarea economică și politica internă și cea externă. Totodată, aceștia au făcut schimburi de obiecte culturale și au plantat arbori. |
| 3   | 11 august 2021    | Dmitri Kozak    | Șeful-adjunct al administrației președintelui Federației Ruse | Au fost discutate subiecte precum: problema importului gazelor naturale, conflictul transnistrian, siguranța locurilor de muncă în Federația Rusă a cetățenilor moldoveni ș.a.                                                          |

### Vizite internaționale
| Nr. | Dată                 | Țară                        | Oraș       | Note |
| --- | -------------------- | --------------------------- | ---------- | --- |
| 1   | 12 ianuarie 2021     | Ucraina                     | Kiev       | Întrevedere cu Președintele Ucrainei, Președintele Radei Supreme a Ucrainei, Prim-ministrul Ucrainei |
| 2   | 18-19 ianuarie 2021  | Belgia ( Uniunea Europeană) | Bruxelles  | Întrevederi cu oficiali de rang înalt din cadrul instituțiilor Uniunii Europene: Președintele Consiliului European, Președinta Comisiei Europene, Înaltul Reprezentat al Uniunii Europene pentru Afaceri Externe și Politica de Securitate, vicepreședintele Comisiei Europene, Vicepreședintele executiv al Comisiei Europene, Comisarul European pentru Buget și Administrație, Comisarul European pentru Justiție, Comisarul European pentru Vecinătate și Politica de Extindere, Prim-ministrul Regatului Belgiei, Majestatea Sa Regele Philippe al Belgiei, Președintele Parlamentului European |
| 3   | 3-4 februarie 2021   | Franța                      | Paris      | Întrevederi cu: Președintele Franței, Emmanuel Macron; Președintele Adunării Naționale, Richard Ferrand; membri ai Grupului de prietenie Franța - Republica Moldova din cadrul Adunării Naționale; Președintele Senatului Republicii Franceze și membrii Grupului de prietenie Franța – Republica Moldova din Senat, Gérard Larcher; Ministrul pentru Europa și Afaceri Externe, Jean-Yves Le Drian; Ministrul pentru Transformare și Serviciu Public, Amélie de Montchalin; Secretarul general al Francofoniei, Louise Mushikiwabo; Conducerea MEDEF. |
| 4   | 18-19 aprilie 2021   | Franța                      | Strasbourg | S-a întâlnit cu: - Jeanne Barseghian – Primarul Strasbourgului - Joseph Daul – Ex-președintele Partidului Popular European (PPE) - Marija Pejčinović Burić – Secretarul General al Consiliului European - Hendrik Daems – Președintele Adunării parlamentare a Consiliului Europei - Leen Verbeek – Comisarul Regelui în Flevoland - Gianni Buquicchio – Președintele Comisiei de la Veneția - Dunja Mijatović – Comisar pentru drepturile omului - Carlo Monticelli – Vice-guvernator pentru strategie financiară la Banca de Dezvoltare a Consiliului Europei - Róbert Ragnar Spanó – Președintele Curții Europene a Drepturilor Omului (CEDO) |
| 5   | 20 aprilie 2021      | România                     | București  | Întâlnire cu Klaus Iohannis, președintele României, Florin Cîțu, prim-ministru, Anca Paliu-Dragu, Președintele Senatului, Ludovic Orban, Președintele Camerei Deputaților și președinte al Partidului Național Liberal |
| 6   | 19-20 mai 2021       | Germania                    | Berlin     | Întrevederi cu: - Frank Walter Steinmeier – Președintele Germaniei - Angela Merkel – Cancelarul Germaniei (prin videoconferință) - Heiko Maas – Ministrul Federal al Afacerilor Externe - Annegret Kramp-Karrenbauer – Ministrul Federal al Apărării - Armin Laschet – Ministru-președinte al landului Rhine-Westphalia de Nord, președintele Uniunii Creștin-Democrate - Norbert Roettgen – Președintele Bundestagului, membru al Comisiei Afaceri Externe - Günther Krichbaum – Membru în Bundestag |
| 7   | 18-20 iunie 2021     | Italia                      | Roma       | Întrevederi cu: - Sergio Mattarella – Președintele Italiei - Elisabetta Casellati – Președintele Senatului Italian - Roberto Fico – Președintele Camerei Deputaților - Andrea Orlando – Ministru al Muncii și Protecției Sociale - Piero Fassino – Membru al Camerei Deputaților, Președintele Comisie parlamentare permanente a afacerilor externe - Alessandra Maiorino – Membru al Senatului - Loredana Russo – Membru al Senatului - Valeria Biagiotti – Fost ambasador al Italiei în Republica Moldova |
| 8   | 21 iunie 2021        | Polonia                     | Varșovia   | Întrevedere cu: - Andrzej Duda – Președintele Poloniei - Elżbieta Witek – Mareșalul Sejmului - Tomasz Grodzki – Mareșalul Senatului |
| 9   | 19-20 iulie 2021     | Georgia                     | Batumi     | Întrevederi cu: - Salome Zourabichvili – Președintele Georgiei - Volodymyr Zelensky – Președintele Ucrainei - Charles Michel – Președintele Consiliului Europei - Irakli Garibashvili – Prim-ministrul Georgiei |
| 10  | 23–24 august 2021    | Ucraina                     | Kiev       | Întrevederi cu: - Egils Levits – Președintele Letoniei - Kersti Kaljulaid – Președintele Estoniei - Stefan Löfven – Premierul Suediei - Alexander Schallenberg – Ministrul Federal al Afacerilor Externe și Europene din Austria - Valdis Dombrovkis – Vice-președintele executiv al Comisiei Europene pentru o economie care lucrează pentru oamenilor, comisar european pentru comerț |
| 11  | 21 septembrie 2021   | SUA                         | New York   | Întrevederi cu: - Guy Parmelin – Președintele Confederației Elvețiene - António Guterres – Secretar-general al Națiunilor Unite Secretary - Gitanas Nauseda – Președintele Lituaniei |
| 12  | 21–22 octombrie 2021 | Austria                     | Viena      | Întrevederi cu: - Alexander Van der Bellen – Președintele Austriei - Werner Kogler – Vice-cancelar al Austriei; Ministrul federal al artelor, culturii, serviciului civil și sportului - Michael Linhart – Ministrul Federal al Afacerilor Externe și Europene - Helga Schmid – Secretar-general al OSCE |
| 13  | 23 noiembrie 2021    | România                     | București  | Întrevederi cu: - Klaus Iohannis – Președintele României - Florin Cîțu – Prim-ministrul României - Marcel Ciolacu – Președintele Camerei Deputaților - Alina Gorghiu – Vice-președintele Senatului - Sorin Grindeanu – Fostul prim-ministru al României |
| 14  | 14–16 decembrie 2021 | Belgia                      | Bruxelles  | Întrevederi cu: - Ursula von der Leyen – Președintele Comisiei Europene - Charles Michel – Președintele Consiliului European - Volodîmir Zelenski – Președintele Ucrainei - Gitanas Nausėda – Președintele Lituaniei - Ilham Aliyev – Președintele Azerbaidjanului - Irakli Garibashvili – Prim-ministrul Georgiei - Nikol Pashinyan – Prim-ministrul Albaniei - Sanna Marin – Prim-ministrul Finlandei - Alexander De Croo – Prim-ministrul Belgiei - Josep Borrell – Vice-președinte al Comisiei Europene; Înalt-demnitar al UE pe chestiuni de politică externă și politici de securitate - Olivér Várhelyi – Comisar european pentru vecinătate și extindere - Mikołaj Dowgielewicz – Director general și reprezentant permanent al Băncii Europene de Investiții - Apostolos Tzitzikostas – Președinte al Comitetului European al Regiunilor |
| 15  | 18–20 februarie 2022 | Germania                    | Munchen    | Întrevederi cu: - Olaf Scholz – Cancelarul Germaniei - Chiril Petkov – Premierul Bulgariei - Jürgen Stock – Secretarul-general al Interpol - Johannes Hahn – Comisar european pentru buget și administrație - Mircea Geoană – Secretar-general adjunct al NATO - Nils Schmid – Membru în Bundestag - Christoph Heusgen – Președintele Conferinței de Securitate de la Munchen - Jared Cohen – CEO of Jigsaw - Alexander Soros – Vice-președinte al Open Society Foundations |